# Contomastix
Contomastix – rodzaj jaszczurek z rodziny tejowatych (Teiidae).

## Zasięg występowania
Rodzaj obejmuje gatunki występujące w Brazylii, Boliwii, Urugwaju i Argentynie. 

## Systematyka

### Etymologia
Contomastix (rodz. żeński): gr. κοντος kontos „krótki”; μαστιξ mastix, μαστιγος mastigos „bat, bicz”.

### Podział systematyczny
Takson wyodrębniony z Cnemidophorus i Ameiva. Do rodzaju należą następujące gatunki: 
- Contomastix celata Cabrera, Carreira, Di Pietro & Rivera, 2019[5]
- Contomastix lacertoides (Duméril & Bibron, 1839)
- Contomastix leachei (Peracca, 1897)
- Contomastix serrana (Cei & Martori, 1991)
- Contomastix vacariensis (Feltrim & de Lema, 2000)
- Contomastix vittata (Boulenger, 1902)